# Partij van de Socialistische Revolutie
De Partij van de Socialistische Revolutie, Spaans: Partido de la Revolución Socialista, PRS, is een politieke partij in de Mexicaanse deelstaat Nayarit.
PAN · PRI · PVEM · PT · MC · Morena